# Convento di Santa Maria a Monte di Muro
Il convento di Monte di Muro è un edificio sacro situato nel comune di Scarlino.

## Storia e descrizione
Sorse nel Trecento come rifugio per i Frati dell'Opinione, condannati come eretici. Nel 1420, vi si insediò il beato Tommaso di Firenze, denominato poi da Scarlino; successivamente passò agli Osservanti di San Bernardinoe vi dimorò il beato Antonio da Stroncone; intorno al 1460 fu interamente ricostruito. Nel secolo XVI fu ripetutamente attaccato e saccheggiato dai saraceni. Nel 1809, nell'ambito delle soppressioni napoleoniche, fu alienato e trasformato in casa colonica.
I ruderi pervenuti, benché parzialmente invasi dalla vegetazione, consentono di individuare l'impianto quattrocentesco del convento e della chiesa a navata unica. Accanto al convento, i ruderi di una piccola cappella, adibita a sepoltura dei beati Tommaso di Firenze e Ladislao d'Ungheria.